# Unterbrumberg

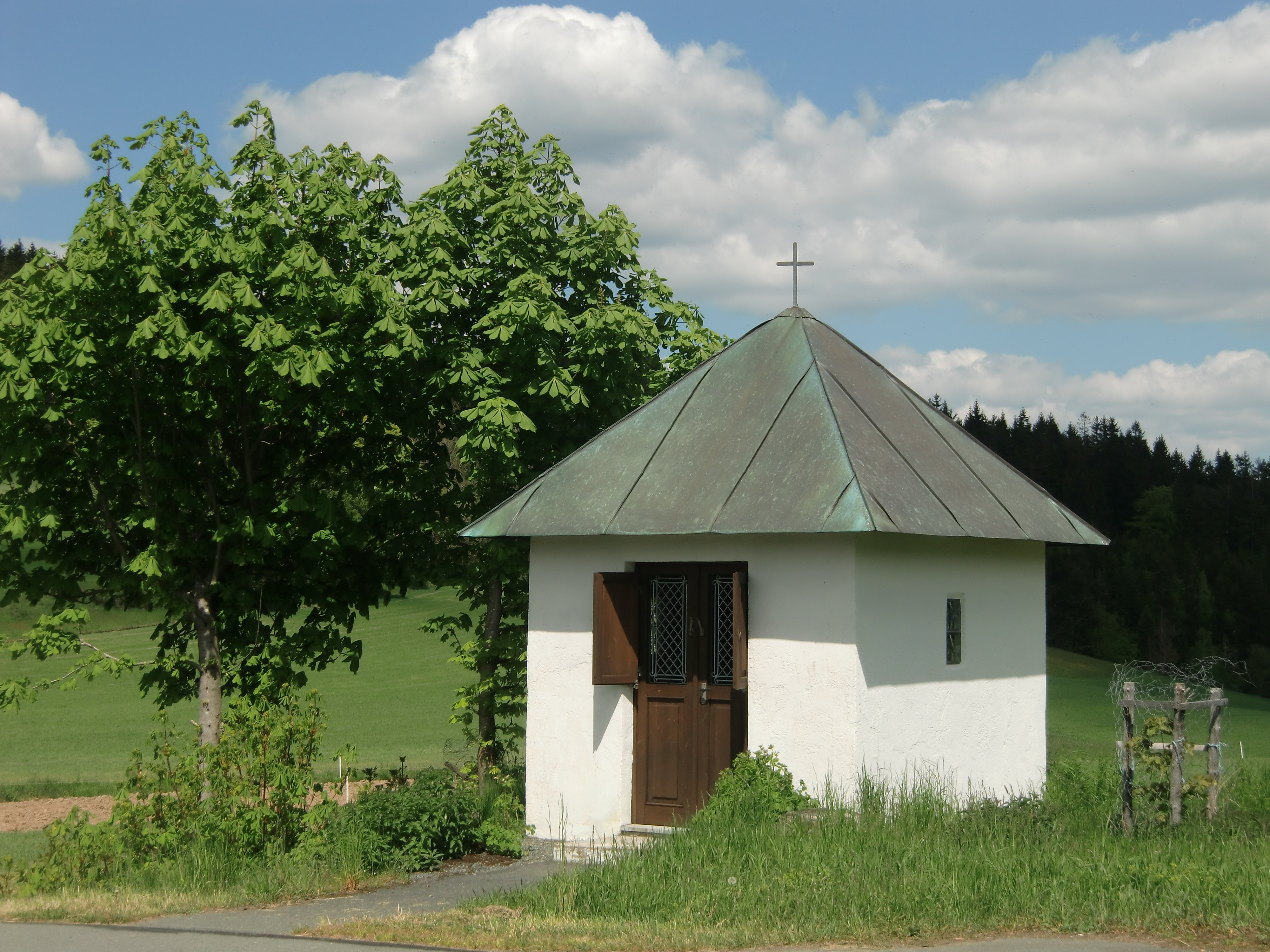
Wegkapelle nahe dem Weiler

Unterbrumberg ist ein Gemeindeteil der Stadt Helmbrechts im Landkreis Hof (Oberfranken, Bayern). Unterbrumberg liegt in der Gemarkung Enchenreuth.

## Geografie
Am Ortseingang des in einem waldumsäumten Kessel gelegenen Weilers steht eine Wegkapelle. Von Unterbrumberg aus bietet sich ein imposanter Blick auf das Massiv des Döbraberges. Der aus neun Wohngebäuden bestehende Ort ist über eine Gemeindeverbindungsstraße erreichbar, die am nordwestlichen Ortsrand von Enchenreuth von der Staatsstraße 2195 abzweigt und über den südlich gelegenen Nachbarort Oberbrumberg zu dem Weiler führt, wo sie am nördlichen Ortsrand endet. Von Unterbrumberg führen Wanderwege über den Rodachrangen hinweg in das Tal der Wilden Rodach.

## Geschichte
Der Ort wurde früher „Brunnberg“.
Gegen Ende des 18. Jahrhunderts bestand Unterbrumberg aus sieben Anwesen. Die Hochgerichtsbarkeit stand dem bambergischen Amt Enchenreuth zu. Grundherren waren die Gemeinde (1 Haus) und das bambergische Kastenamt Stadtsteinach (3 Halbhöfe, 2 Viertelhöfe, 1 Haus).
1802 kam Unterbrumberg an das Herzogtum Bayern. Infolge des Ersten Gemeindeedikts wurde Unterbrumberg dem 1808 gebildeten Steuerdistrikt Enchenreuth und der zugleich entstandenen Ruralgemeinde Enchenreuth zugewiesen. Im Zuge der Gebietsreform in Bayern wurde Unterbrumberg am 1. Januar 1977 nach Helmbrechts eingemeindet.

### Einwohnerentwicklung
| Jahr      | 1818  | 1819  | 1861   | 1871   | 1885   | 1900   | 1925   | 1950   | 1961   | 1970   | 1987   | 2024 |
| Einwohner |       | *99   | 85     | 81     | 65     | 57     | 49     | 45     | 30     | 19     | 19     | 11   |
| Häuser    | *15   |       |        |        | 9      | 9      | 9      | 9      | 9      |        | 9      |      |
| Quelle    | [ 6 ] | [ 9 ] | [ 10 ] | [ 11 ] | [ 12 ] | [ 13 ] | [ 14 ] | [ 15 ] | [ 16 ] | [ 17 ] | [ 18 ] |      |

## Religion
Unterbrumberg ist römisch-katholisch geprägt und bis heute nach St. Jakobus der Ältere (Enchenreuth) gepfarrt.